# Ерново
Ерново — деревня в Зарайском районе Московской области, в составе муниципального образования сельское поселение Гололобовское (до 28 февраля 2005 года была центром Ерновского сельского округа).
На 2016 год в Ерново 4 улицы, деревня связана автобусным сообщением с Рязанью, райцентром и соседними населёнными пунктами. Действуют общеобразовательная школа и детский сад № 23 «Ромашка», почтовое отделение, медпункт, магазины, столовая, гимнастический зал, баня.

## География
Ерново расположено в 8 км на восток от Зарайска, по правому берегу реки Осётрик, высота центра деревни над уровнем моря — 178 м.

## Население
| 2002 | 2006 | 2010 |
| ---- | ---- | ---- |
| 717  | ↗759 | ↗788 |

## История
Ерново впервые в исторических документах, как сельцо, упоминается в XVI веке. В 1790 году числилось 30 дворов, 365 жителей, в 1858 году — 60 дворов и 307 жителей, в 1884 году — 471 человек, в 1906 году — 54 двора, 589 жителей. В 1930 году был образован колхоз им. Калинина, с 1961 года — совхоз им. Калинина.